# Hôpital de Villeneuve

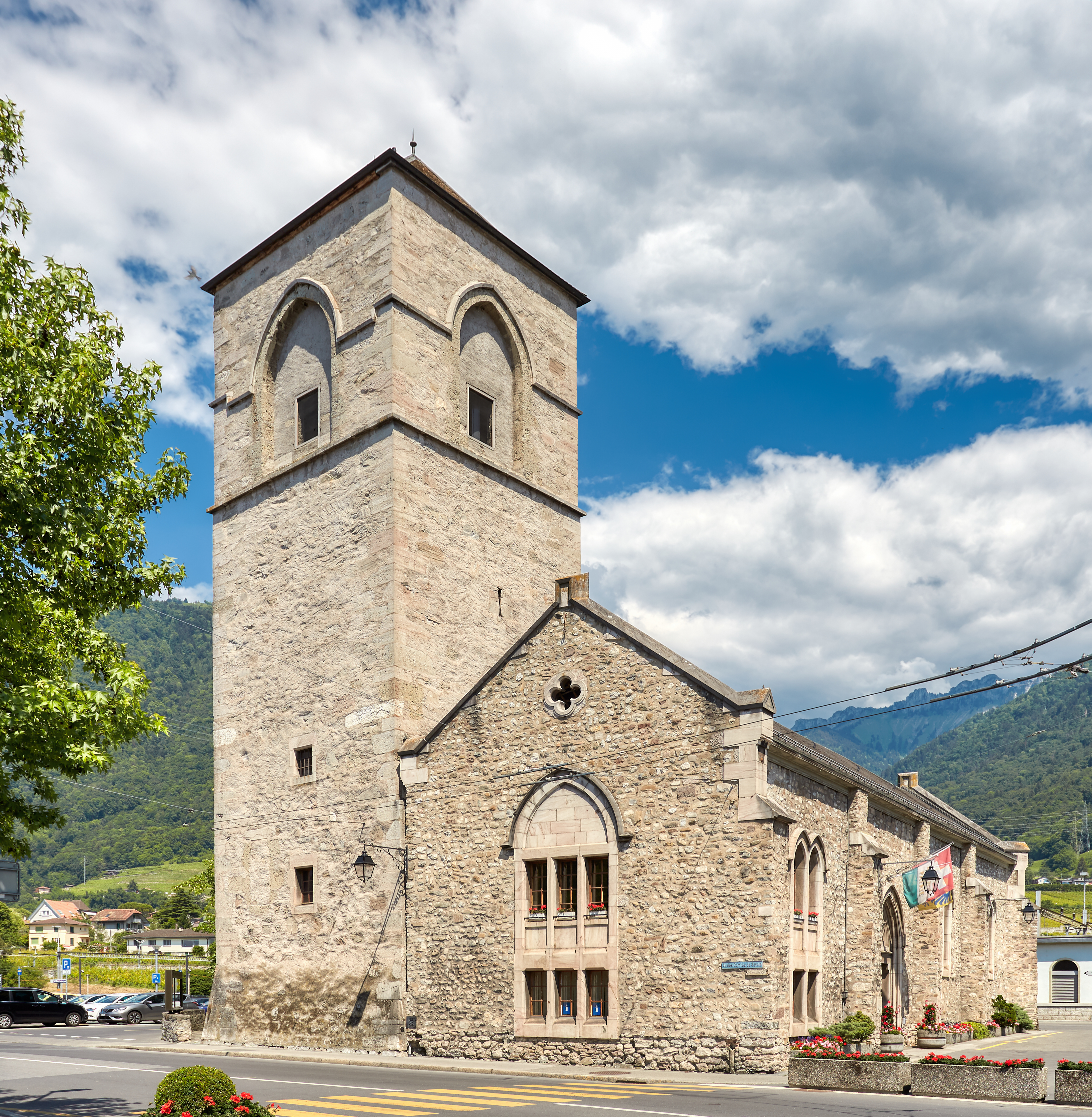
Ancien chapelle de l'hôpital

 (novembre 2024).
Si vous disposez d'ouvrages ou d'articles de référence ou si vous connaissez des sites web de qualité traitant du thème abordé ici, merci de compléter l'article en donnant les références utiles à sa vérifiabilité et en les liant à la section « Notes et références ».
L'hôpital de Villeneuve est un ancien hôpital. Il est situé à Villeneuve, dans le canton de Vaud.

## Histoire

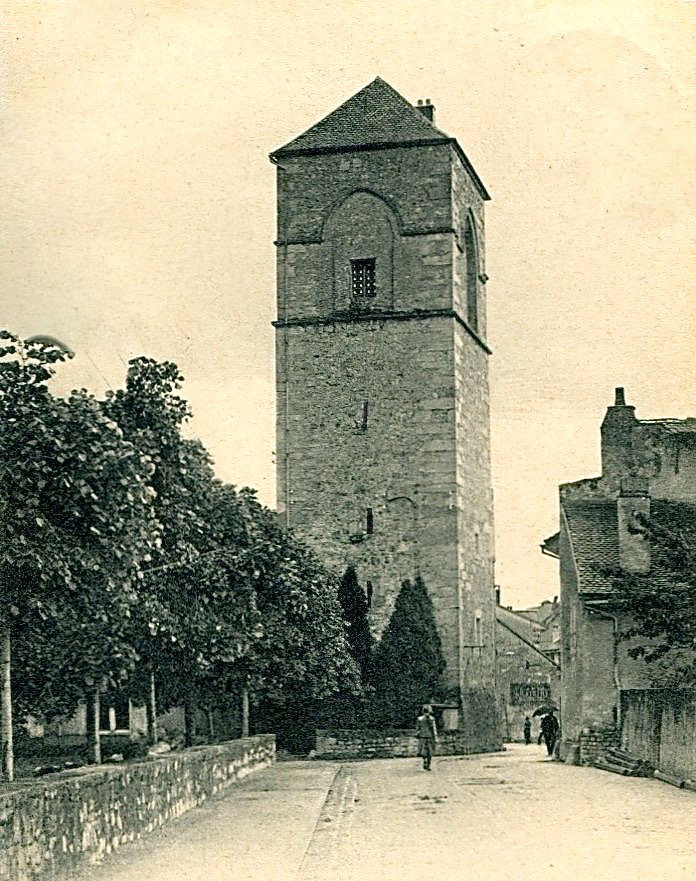
Villeneuve, la tour de l'ancien hôpital, vers 1904

En 1236, Aymon de Savoie († 1238 ou 1242) fonde la Maison-Dieu à Villeneuve pour les pauvres, les pèlerins et les malades et dote l'institution de biens immobiliers, dont le moulin de Saint-Maurice, les dîmes de Bagnes, Fully, Aigle et Yvorne, l'alpe Ayerne, les forêts de Chamblon, des vignes et des rentes. L'hôpital était une branche de l'abbaye de St-Maurice (chanoines augustins). En 1536, Berne introduit la Réforme dans le pays de Vaud et sécularise l'hôpital. Les chanoines augustins sont remplacés par l'hôpitalier de Villeneuve. Alors qu'au XVIe siècle, le Noble Ferdinand Bouvier (1554-1637), un homme de Villeneuve, était à la tête de l'institution, à partir de 1611, seuls des bourgeois de la ville de Berne sont connus pour avoir occupé cette fonction. Le 8 juillet 1735, les autorités bernoises décident que l'hôpitalier "ne peut être praetendeirt et servi que par des malheureux". Comme la Schaffnerei à Hettiswil, l'hôpital de Villeneuve était dirigé par un bourgeois de la ville de Berne, mais la fonction n'était pas limitée dans le temps, ce qui laisse penser que le poste n'était pas particulièrement convoité. La fonction n'avait donc pas le statut de bailliage.
L'ancienne chapelle de l'hôpital a servi comme grenier au XVIIIe siècle Avec la chute de la ville et république de Berne, l'hôpital est passé dans le nouveau canton de Vaud, qui l'a abandonné le 1er novembre 1806. En 1826, le canton vend le bâtiment de l'hôpital à la municipalité de Villeneuve, tandis que les vignobles restent la propriété de l'État. Le produit de la vente devait servir à fonder l'hôpital cantonal de Lausanne. La municipalité utilise l'ancienne chapelle de l'hôpital comme école et la fait transformer en hôtel de ville néo-gothique entre 1874 et 1876 par les architectes Henri et Charles Chaudet. Les vignobles sont gérés par le canton de Vaud en tant que Domaines des Hospices Cantonaux d'Aigle et de Villeneuve.

### Liste des tenanciers
- Girard Bernardi, 1375–1376
- Jean Gerbais, bis 1375, 1393
- Jean Garreti, 1376–1378
- Antoine Bartholomei, 1378–1382
- Guillaume Albi, 1382–1389
- Antoine Medici, 1389–1393
- Jean Reinodi, 1402–1417
- Guillaume Villien, 1417–1428
- Pierre Borgesi, ab 1428
- Guillaume de Châtillon, 1433
- Jean de Bellegarde, 1441–1463
- Louis de Monthey, 1463–1471
- Pierre de Greyres, 1471–1481
- Charles de Seyssel, 1481–1501
- Jean de Albiaco, 1515–1535

dès 1536 hôpitalier ou directeur séculaire
- Ferdinand Bouvier, environ 1588
- Nicolas de Watteville, 1611–1617
- Simon Roy, 1617–1623
- Jakob von Werdt, 1623–1624
- Abraham Schnyder, 1624–1628
- Abraham Sybold[2], 1628–1637
- Georges de Rambeval, 1637–1652
- Sebastien de Luternau, 1652
- Isaak Im Hof[3], 1688
- Jean Rodolphe Reinhard de Luternau, 1730 à environ 1740
- Jean Rodolphe Hubert de Luternau, 1765–1789
- Jean David de Watteville, 1790